# ルイーズ・ダンス
ルイーズ・ダンス（Louise Danse、1867年4月2日 - 1948年5月25日）は、ベルギーの画家、版画家である。

## 略歴
ブリュッセル首都圏地域のサン＝ジルで生まれた。父親のオーギュスト・ダンス（Auguste Michel Danse: 1829-1929）は版画家で、モンスの美術学校で教えた人物で、母親は画家のコンスタンタン・ムーニエ（1831-1905）の妹であった。姉のマリー・ダンス（Marie Danse: 1866–1942）も版画家になった。ルイーズ・ダンスと姉のマリー・ダンスはモンスの美術学校で版画を学び、姉妹で版画の課程の1位，2位を受賞した。ルイーズ・ダンスは水彩画も学んだ。1905年、ルイーズ・ダンスは著作家で出版業者のロベール・サンド（Robert Sand: 1876-1936）と結婚し、作品を夫の出版社から出版した。結婚後もルイーズ・ダンスの名前で版画を発表した。
1905年にイギリスで出版されたウォルター・ショー・スパローの「Women Painters of the World」にルイーズ・ダンスの肖像版画作品「Portrait of Mlle. Dethier」が収録された。
1906年に姉とともにブリュッセルの版画家のグループ「L'Estampe」の創立メンバーになり、ベルギー版画家協会（la Société des aquafortistes belges）の会員になった。

## 作品

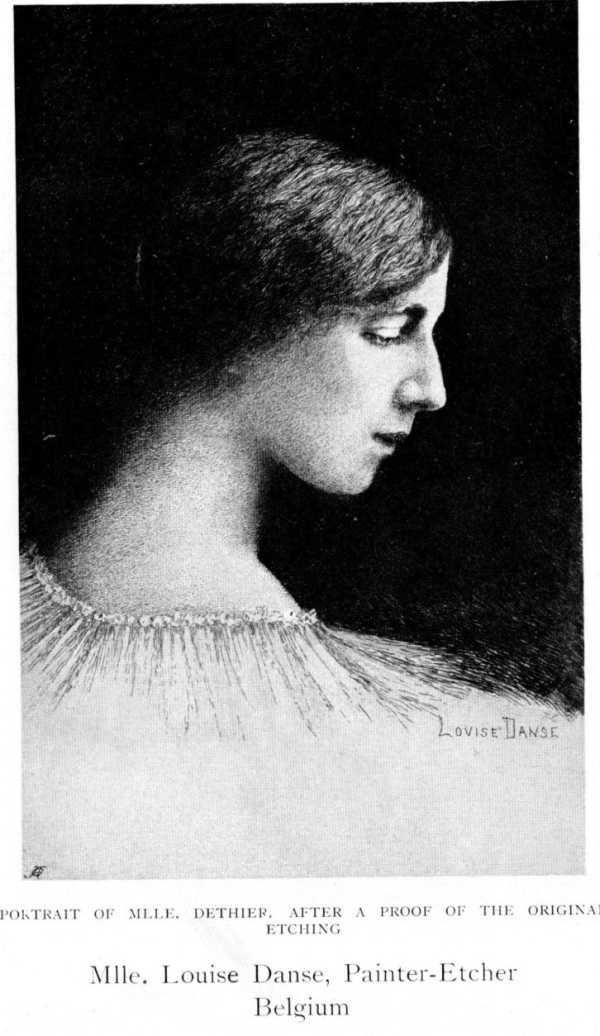
「Portrait of Mlle. Dethier」
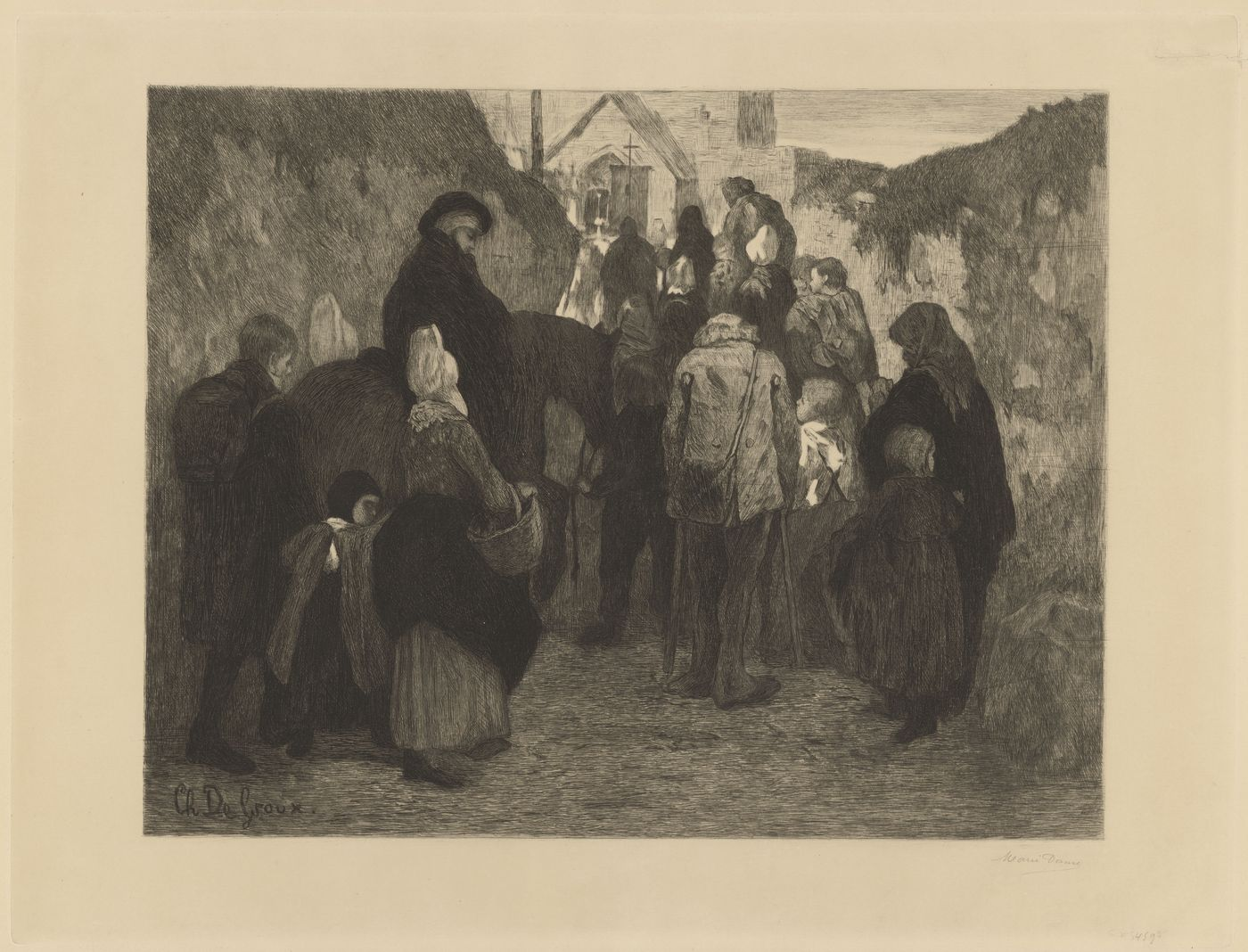
巡礼
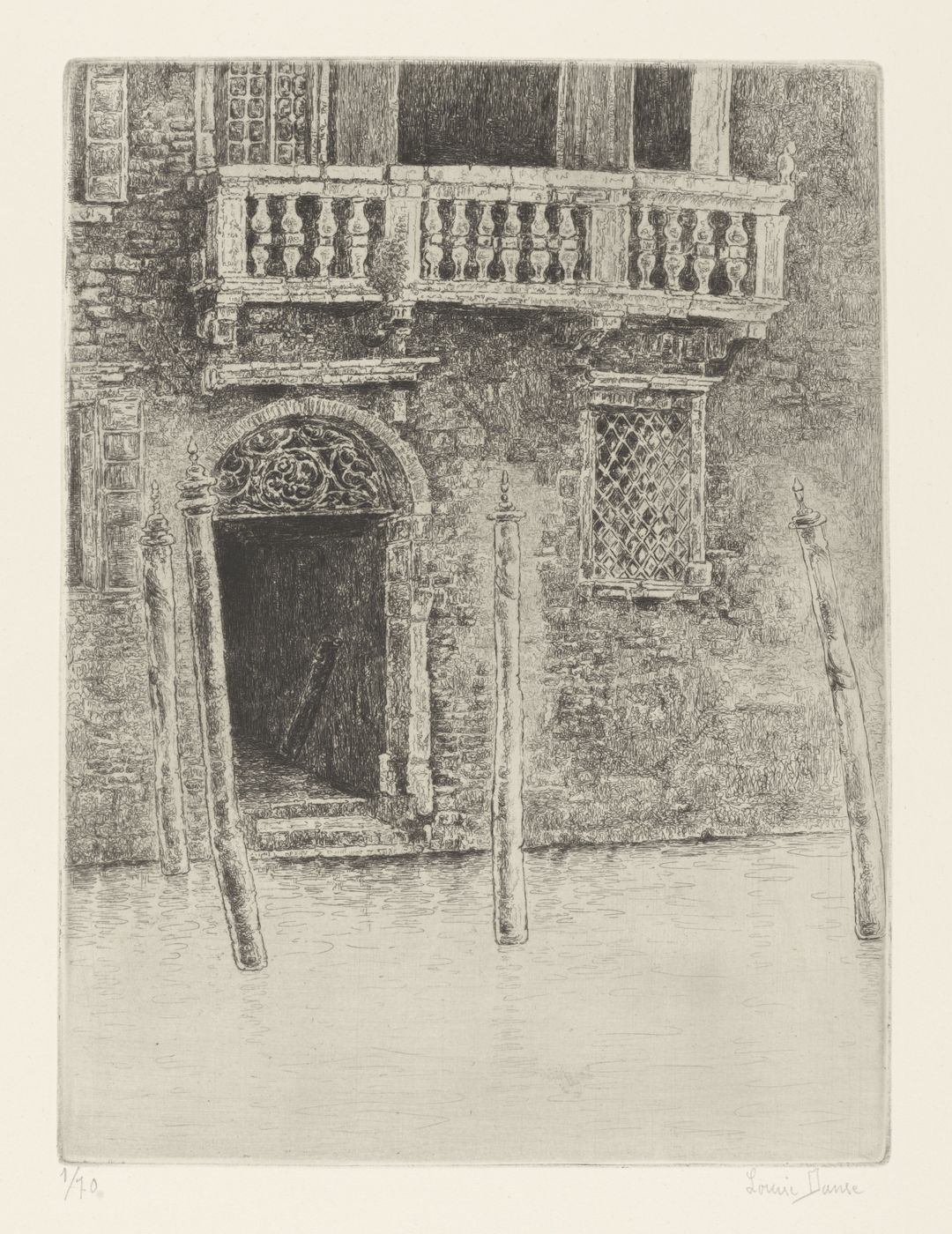
ヴェネツィアの風景
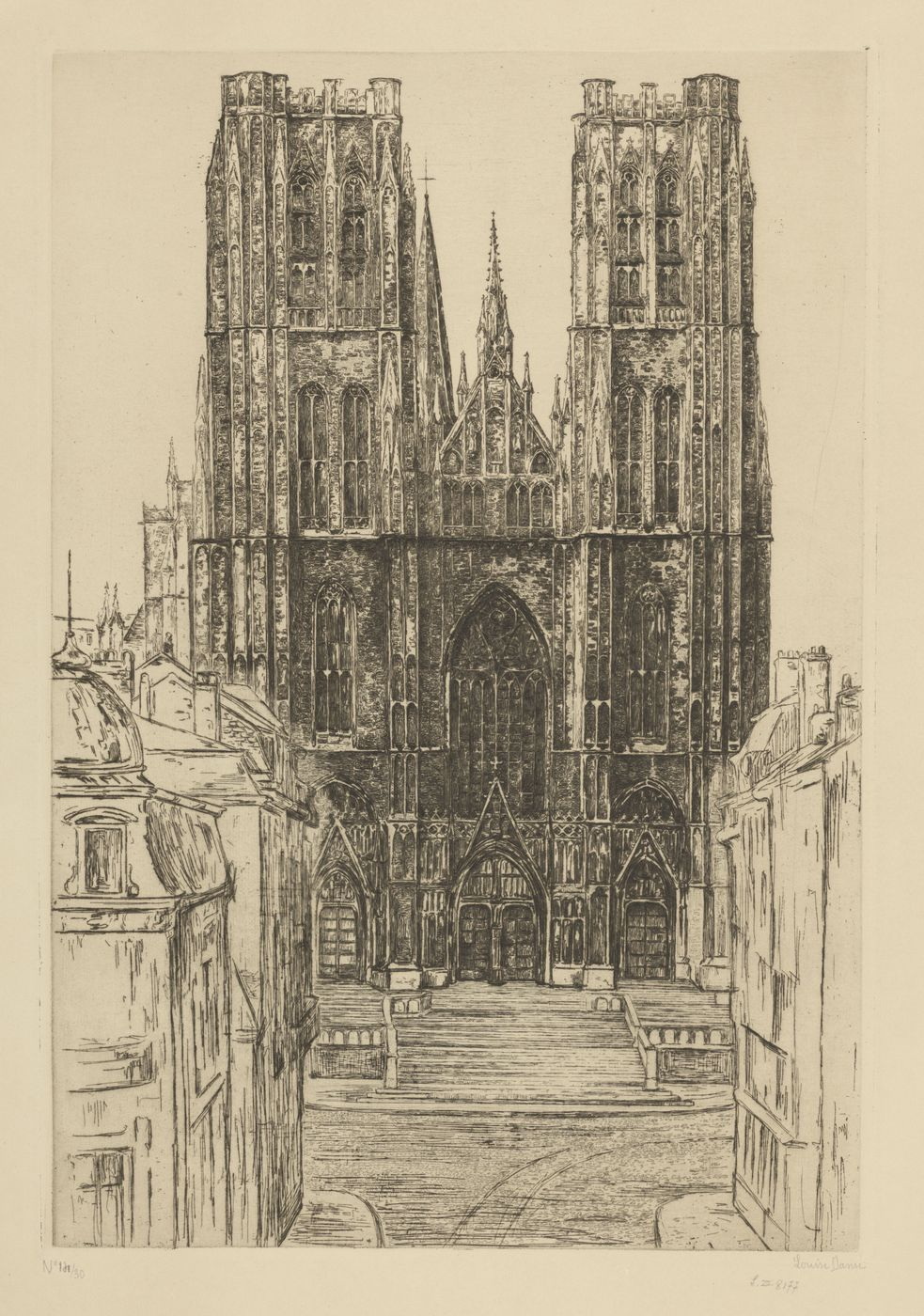
ブリュッセルの教会